# Hydroxyapatite

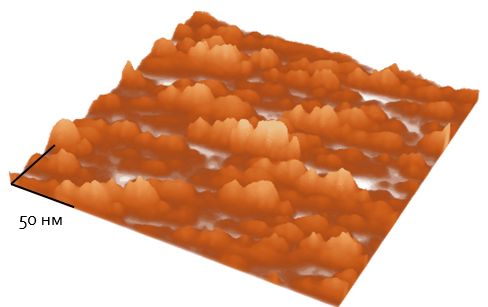
Lớp phủ Nanoscale của Ca-HAp, hình ảnh được chụp bằng kính hiển vi thăm dò quét

Hydroxyapatite (HA) là dạng calci phosphat tự nhiên có tính tương thích sinh học cao với tế bào và mô. Ở dạng bột mịn kích thước nano, Calci Nano hydroxyapatite (CNHA) là dạng calci phosphat dễ được cơ thể hấp thụ nhất với tỷ lệ Ca/P trong phân tử đúng như tỷ lệ trong xương và răng. 

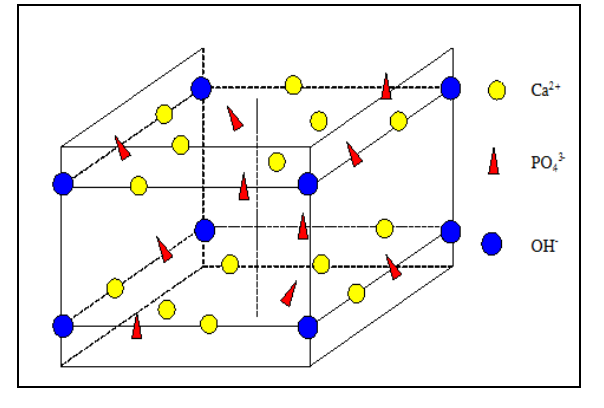
Cấu trúc ô mạng cơ sở của tinh thể HA

Hydroxyapatite (HA) có công thức hóa học là Ca10(PO4)6(OH)2, là thành phần chính của xương và răng người và động vật, chiếm đến 65-70% khối lượng xương và 70-80% trong răng. Hydroxyapatite calci thiếu calci là khoáng chất chính của men răng và dentin được tạo thành. Tinh thể Hydroxyapatite cũng được tìm thấy trong các vôi hóa nhỏ, trong tuyến tùng và các cấu trúc khác, được gọi là corpora arenacea hoặc 'cát não'.
HA được sử dụng trong y sinh, nha khoa, và trong thuốc và thực phẩm chức năng để điều trị và phòng ngừa thiếu hụt calci và loãng xương.
Hydroxyapatite (HA) có có màu trắng, trắng ngà, vàng nhạt hoặc xanh lơ, tùy theo điều kiện hình thành, kích thước hạt và trạng thái tập hợp. HA nóng chảy ở nhiệt độ 1760oC; sôi ở 2850oC; độ tan trong nước: 0,7 g/l; khối lượng phân tử: 1004,60; khối lượng riêng: 3,156 g/cm³; độ cứng theo thang Mohs: 5.

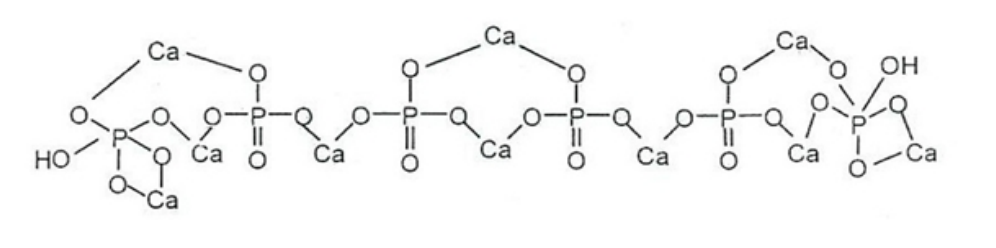
Công thức cấu tạo của HA

HA là hợp chất bền nhiệt, chỉ bị phân hủy ở khoảng 800 - 1200oC tùy thuộc vào phương pháp điều chế và dạng tồn tại.

## Tổng hợp hóa học
HA được tổng hợp bằng phương pháp kết tủa, phương pháp sol-gel, siêu âm hóa học, phương pháp phun sấy, phương pháp điện hóa, phương pháp thủy nhiệt, phương pháp composit hay phương pháp phản ứng pha rắn. Yagai và Aoki đề xuất hệ thống treo tinh thể nano hydroxyapatite có thể được điều chế bằng phản ứng kết tủa hóa học ướt sau phương trình phản ứng dưới đây:
10 Ca(OH)2 + 6 H3PO4 → Ca10(PO4)6(OH)2 + 18 H2O
Tùy theo các phương pháp tổng hợp khác nhau cũng như các điều kiện tổng hợp khác nhau (như nhiệt độ phản ứng, nồng độ, thời gian già hóa sản phẩm...) mà các tinh thể có hình dạng khác nhau.
Các tinh thể HA thường tồn tại ở dạng hình que, hình kim, hình vảy, hình cầu,... và có thể nhận biết các dạng tồn tại của tinh thể HA nhờ sử dụng phương pháp hiển vi điện tử quét (SEM) hoặc hiển vi điện tử truyền qua (TEM).
Một số nghiên cứu đã chỉ ra rằng tổng hợp hydroxyapatite thông qua các tuyến đường hóa ướt có thể được cải thiện bằng siêu âm công suất cao. Sự tổng hợp siêu âm hỗ trợ (sono-tổng hợp) của hydroxyapatite là một kỹ thuật thành công để sản xuất cấu trúc nano hydroxyapatite đến tiêu chuẩn chất lượng cao. Tuyến đường siêu âm cho phép sản xuất hydroxyapatite nano tinh thể cũng như các hạt được sửa đổi, ví dụ: lõi nano vỏ lõi và vật liệu tổng hợp.

## Tính chất sinh học

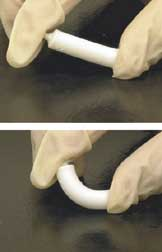
Sự linh hoạt của Hydroxyapatite

Do có cùng bản chất và thành phần hóa học, HA tự nhiên và nhân tạo đều là những vật liệu có tính tương thích sinh học cao.
Ở dạng bột mịn kích thước nano, HA có tên gọi là Calci Nano Hydroxyapatit (CNHA)  là dạng calci phosphat dễ được cơ thể hấp thụ nhất với tỷ lệ Ca/P trong phân tử đúng như tỷ lệ trong xương và răng. Ở dạng màng và dạng xốp, HA có thành phần hóa học và đặc tính giống xương tự nhiên, các lỗ xốp liên thông với nhau làm cho các mô sợi, mạch máu dễ dàng xâm nhập. Chính vì vậy mà vật liệu này có tính tương thích sinh học cao với các tế bào mô, có tính dẫn xương tốt, tạo liên kết trực tiếp với xương non dẫn đến sự tái sinh xương nhanh mà không bị cơ thể đào thải.
Ngoài ra, CNHA là hợp chất không gây độc, không gây dị ứng cho cơ thể người và có tính sát khuẩn cao.(7)
Để chế tạo NCHA có tính tương thích sinh học cao, cần nghiên cứu và lựa chọn công nghệ phù hợp với mỗi mục đích ứng dụng trong y sinh học và dược học.
Do lượng calci hấp thụ thực tế từ thức ăn mỗi ngày tương đối thấp nên rất cần bổ sung calci cho cơ thể, đặc biệt cho trẻ em và người cao tuổi.
Calci có trong thức ăn hoặc thuốc thường nằm ở dạng hợp chất hòa tan nên khả năng hấp thụ của cơ thể không cao và thường phải dùng kết hợp với vitamin D nhằm tăng cường việc hấp thụ và chuyển hóa calci thành HA.
Ở dạng bột, các nhà nghiên cứu đang cố gắng điều chế HA kích thước nano (trong khoảng 20 – 100 nm) để góp phần nâng cao khả năng hấp thụ của cơ thể. HA bột dạng vi tinh thể cùng với một số khoáng chất bổ sung khác đã được dùng trong bào chế thuốc chống loãng xương và thực phẩm chức năng bổ sung calci, xử lý các khuyết tật trong xương do chấn thương
Ở dạng màng, một lớp màng HA mỏng phủ trên gốm nhân tạo có thể tăng cường khả năng liên kết giữa xương nhân tạo với mô và xương tự nhiên.
HA dạng khối xốp được ứng dụng để sửa chữa các khuyết tật của xương và răng. Ngoài ra, các nghiên cứu cho thấy, HA dạng khối xốp bền trong các dịch sinh lý của cơ thể và có tác dụng nhả chậm các dược chất đi kèm với nó.

### Bổ sung
Microcrystalline hydroxyapatite (MCHA) là một chất bổ sung calci thế hệ thứ hai có nguồn gốc từ xương bò. Vào những năm 1980, chất bổ sung calci trong bột xương được phát hiện là bị nhiễm kim loại nặng và mặc dù các nhà sản xuất cho rằng MCHA của họ không có chất gây ô nhiễm, mọi người nên tránh nó vì tác dụng của nó trong cơ thể chưa được kiểm tra tốt.

## Ở dạng bột mịn kích thước Nano
CNHA ở dạng bột mịn, kích thước nano kích thước bằng 10-9m và nhỏ hơn 1000 lần so với kích thước của MCHA. Ở kích thước này, CNHA có thể được hấp thu trực tiếp nhanh qua niêm mạc lưỡi, thực quản và ruột non, do vậy nó ít chịu ảnh hưởng của dung dịch axit có trong dạ dày. Vì những đặc tính này, CNHA kích thước nano được dùng làm thuốc bổ sung calci với hiệu quả cao.
Nhờ kích thước siêu nhỏ nên calci nano có tính hòa tan tốt, thẩm thấu nhanh qua màng ruột, do đó hấp thụ với lượng tối đa từ ruột vào máu. Đặc biệt, calci đã thẩm thấu hết, không còn lượng dư thừa trong ruột nên không gây sỏi thận, táo bón.
Từ năm 2005, nhóm nghiên cứu thuộc Phòng Hoá Vô cơ, Viện Hoá học (Viện KH&CN Việt Nam) đã thực hiện các nghiên cứu về vật liệu HA dạng bột và dạng xốp đã và đang hướng đến ứng dụng trong dược học và y sinh học. Phòng Hóa Vô Cơ, Viện Hóa Học (Viện KH&CN Việt Nam) đã chế tạo thành công NCHA kích thức nano siêu nhỏ 30 nm.

## Sử dụng trong y học
HA được sử dụng trong y sinh, nha khoa, và trong thuốc và thực phẩm chức để điều trị và phòng ngừa thiếu hụt calci và loãng xương.
HA được sử dụng để làm cho vật liệu ghép xương, răng giả. Một số cấy ghép, ví dụ: thay thế hông, cấy ghép nha khoa và cấy ghép xương.
Để chữa trị căn bệnh loãng xương, Cục Quản lý Thực phẩm và Dược phẩm Mỹ (FDA) đã cho phép sử dụng HA trong sản xuất thuốc và thực phẩm chức năng. Nhiều loại thuốc và thực phẩm bổ sung calci có sử dụng HA đã được lưu hành trên thị trường. Trong số đó có thể kể đến Ossopan của Pháp, Bone Booster Complex, Bone Dense Calcium của Mỹ, Calcium Complex của Anh, SuperCal của New Zealand.
Hiện nay ở Việt Nam cũng đang bắt đầu quan tâm đến các sản phẩm bổ sung calci có thành phần Nano Calci Hydroxyapatit (NCHA) để sản xuất các dạng calci phòng thiếu hụt calci và điều trị loãng xương có khả năng hấp thu tốt nhất, hạn chế tối đa tác dụng không mong muốn như táo bón, sỏi thận như là Avisure Hical. 

## Sử dụng trong khảo cổ học
Trong khảo cổ học, hydroxyapatite từ con người, động vật và vẫn còn có thể phân tích để tái tạo lại cổ chế độ ăn kiêng, di cư và palaeoclimate. Những khoáng phần của xương và răng hành động như một hồ chứa nước của nguyên tố, bao gồm cả carbon, oxy và chất hóa học. Ổn định vị phân tích của con người, và động vật hydroxyapatite có thể được sử dụng để cho biết một chế độ ăn chủ yếu là trên cạn hay biển trong thiên nhiên (carbon, chất hóa học). nguồn gốc địa lý và thói quen di cư của động vật hoặc con người (oxy, strontium) và tái tạo lại nhiệt độ quá khứ và sự thay đổi khí hậu (oxy). Sự thay đổi sau khi lắng đọng của xương có thể góp phần làm thoái hóa collagen xương, protein cần thiết cho phân tích đồng vị ổn định.